# Naloxegol
Naloxegolul (cu denumirea comercială Moventig) este un medicament ce acționează ca antagonist al receptorilor opioizi μ, fiind utilizat în tratamentul constipației induse de opioide. Calea de administrare disponibilă este cea orală.

## Utilizări medicale
Naloxegolul este indicat pentru tratamentul constipației induse de opioide, la pacienți adulți care prezintă răspuns inadecvat la alte medicamente laxative.

## Mecanism de acțiune
Naloxegolul este un derivat pegilat de naloxonă, fiind un substrat pentru transportorul glicoproteinei P, ceea ce presupune un eflux crescut prin bariera hematoencefalică și cantități minime la nivelul SNC. Astfel, își manifestă efectul de antagonist al receptorilor opioizi μ, reducând efectele adverse manifestate de opioide în afara sistemul nervos central (constipația, în principal), dar fără să influențeze efectele analgezice asupra sistemului nervos central.